# Whale Cove Airport
Whale Cove Airport (franska: Aéroport de Whale Cove) är en flygplats i Kanada.   Den ligger i territoriet Nunavut, i den östra delen av landet, 2 200 km nordväst om huvudstaden Ottawa. Whale Cove Airport ligger 20 meter över havet.
Terrängen runt Whale Cove Airport är mycket platt. Havet är nära Whale Cove Airport åt sydost. Trakten är glest befolkad. Närmaste större samhälle är Whale Cove, 7,7 km söder om Whale Cove Airport.
Trakten runt Whale Cove Airport består i huvudsak av gräsmarker.